# Дев'ятирічна війна (Ірландія)
Дев'ятирі́чна війна́ (ірл. Cogadh na Naoi mBliana або Cogadh Naoi mBlian) або Тиро́нське повста́ння — збройний конфлікт між вождями ірландських кланів і англійськими окупаційними військами в Ірландії, який тривав з 1593 по 1603 роки. Повстання підняли королі незалежних ірландських королівств Тир Еогайну (Тирону) і Тир Конайллу (Тирконнеллу). Бої йшли в усіх частинах острова, але в основному в північній провінції Ольстер, де розташовувалися бунтівні королівства. Конфлікт закінчився поразкою повсталих.
Тиронське повстання було найбільшим збройним конфліктом, в якому брала участь Англія в епоху правління королеви Єлизавети. На піку конфлікту (в 1600—1601 рр.) кількість військових англійської армії в Ірландії становила понад 18 тисяч солдатів. Для порівняння: англійська армія, яка допомагала голландцям під час Нідерландської революції, не перевищувала 12 тисяч бійців.

## Передумови
Приводом для війни було протистояння між вождем ірландського клану О'Ніл, Аода О'Ніла, другого графа Тирону, й англійською експансією в Ірландії. Англійці рухалися з Пейлу, намагаючись підкорити весь острів. Для протистояння англійцям Аод О Нейлл зумів згуртувати інших ірландських вождів, незадоволених просуванням англійців, і католиків, незадоволених розповсюдженням протестантизму.

### Повстання Г'ю О'Ніла
Г'ю О'Ніл походив із могутнього поселення О'Нілів Тир Еогайну, яке панувало в центрі північної провінції Ольстер. Його батько, Метью О'Ніл, барон Данганнон, був відомим сином Конна О'Ніла Кульгавого, першим О'Нілом, наділеним англійською короною титулом графа Тайрону. Метью О'Ніл був убитий, а Шейн О'Ніл вигнав Г'ю з Ольстеру. Сім'я Говенден виховала Г'ю в Палі, й англійська влада вважала його надійним лордом. У 1587 році Г'ю О'Ніл переконав королеву Єлизавету I зробити його графом Тироном (або Тиром Еогейном), англійська назва, якою називали його дідуся. Однак справжня влада в Ольстері полягала не в юридичному титулі графа Тирона, а в положенні вождя роду О'Ніл, яким тоді був Турлоф Люнейх Нейл. Ця посада командувала покорою всіма О'Нілами та їхніми слугами в центральному Ольстері в 1595 році. Тільки після того, як у вересні 1595 помер Терлоф Луїні О'Ніл, Г'ю О'Ніл міг бути оголошений як «О'Ніл».
Від Г'ю Роу О'Доннелла, його союзника, Г'ю О'Ніл завербував шотландських найманців (Червононогих). На своїх територіях О'Ніл мав право на обмежену військову службу від своїх підлеглих. Він також завербував своїх орендаторів і утриманців на військову службу й прив'язав селянство до землі для збільшення виробництва продовольства. Крім того, він найняв багато ірландських найманців. Щоб озброїти своїх солдатів, О'Ніл купив мушкети, боєприпаси й піки в Шотландії та Англії. З 1591 року О'Доннелл від імені О'Ніла зв'язався з королем Іспанії Філіпом II, закликаючи до військової допомоги проти їхнього спільного ворога та спираючись на спільну релігію — католицизм. За допомоги Іспанії О'Ніл зміг озброїти й нагодувати понад 8000 осіб, тому був добре підготований до того, щоб протистояти будь-яким подальшим спробам англійців керувати Ольстером.

## Початок війни

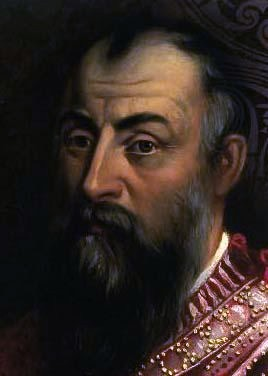
Аод О Нейлл

У 1592 році Г'ю Роу О'Доннелл вигнав англійського шерифа, капітана Вілліса, зі своєї території, Тиру Шонаю (нині частина графства Донегол). У 1593 році Магвайр за підтримки військ з Тайрону на чолі з братом Г'ю О'Ніла, Кормаком Макбароном, об'єднався, щоб протистояти вступу Вілліса як шерифа у Ферману Магвайра. Після того, як Вілліс був вигнаний з Фермани, Магвайр разом із Макбароном організували каральні набіги на північний Коннахт, спалюючи села навколо замку Баллімот. Магвайр почав великий набіг на Коннахт у червні, коли він зіткнувся з військами на чолі з губернатором Коннахту сером Річардом Бінгхемом, але атаку англійців відбили, й Магвайр продовжував грабувати Роскоммон, перш ніж повернутися на північ. У відповідь на це сили Англії були зібрані під командуванням сера Генрі Багенала, який почав експедицію в Монахан, а потім у Ферману, щоб знищити Магвайра і його союзників, отримавши доручення 11 вересня 1593 року. Багенал керував 144 вершниками й 881 піхотинцями, до яких О'Ніл мав додати ще 200 коней і 1200 піхотинців. Багенал увійшов у Ферману 22 вересня, а через чотири дні до нього приєднався О'Ніл. Через незмогу перейти річку Ерн Багенал і О'Ніл пройшли (окремо) на північ до північного кінця озера Лох-Ерн. Блокувальні сили були розміщені Магвайром у броді біля Белліку, але вони були подолані Багеналом і О'Нілом в битві біля Белліку 10 жовтня.

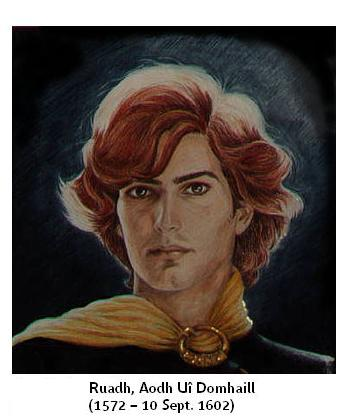
Аод Руа О Доннелл, припущення сучасного художника

Спочатку О'Ніл допомагав англійцям, сподіваючись, що його будуть назначать лордом-президентом Ольстеру. Єлизавета I боялася, що О'Ніл не збирався бути простим землевласником і що його амбіції полягають у тому, щоб узурпувати її авторитет та стати «принцом Ольстеру». З цієї причини вона відмовилася надати О'Нілу будь-яку посаду, яка дала б йому право керувати Ольстером від імені Англії. Як тільки стало зрозуміло, що Генрі Багенал став головою Ольстеру, О'Ніл визнав, що наступ англійців був неминучим, і тому приєднався до своїх союзників у відкритому повстанні в лютому 1595 року з нападом на Форт Блеквотер, який охороняв стратегічний міст через однойменну річку.
Пізніше, в 1595 році, О'Ніл і О'Доннелл звернулися за допомогою до короля Іспанії Філіпа II й запропонували стати його васалами. Натомість він запропонував зробити свого кузена, ерцгерцога Альберта, принцом Ірландії, але йому це не вдалося. Філіп II  підтримав їх у січні 1596 року. Невдала армада відпливла в 1596 році; війна в Ірландії стала частиною набагато більшої війни.

## Перемога ірландців біля Єллоу Форду
Англійська влада в Дублінському замку не відразу зрозуміла масштаби повстання.  Після невдалих переговорів у 1595 році англійська армія спробувала прорватися в Ольстер, але була відбита навченою армією; після нищівної поразки в битві біля Клонтібрету послідовні наступи англійців відбивалися в наступні роки. У битві біля Єллоу Форду в 1598 році до 2000 англійських солдатів були вбиті після нападу на них, коли вони прямували до Арми. Решта були оточені в самій Армі, але домовилися про безпечний прохід для себе в обмін на втрату влади над містом. Особистий ворог О'Ніла, сер Генрі Багенал, командував армією й був убитий під час ранніх боїв. Це було найважчою поразкою англійської армії в Ірландії до цього моменту.
Перемога викликала повстання по всій країні за допомогою найманців О'Ніла та людей з Ольстеру; саме цей момент був піком війни. Г'ю О'Ніл призначив своїх прихильників вождями й графами по всій країні, зокрема Джеймса Фіцтомаса Фіцджеральда як графа Десмонду й Флоренції, МакКарті як графа Маккарті Мору. У Мюнстері повстали 9 000 осіб. Плантації Мюнстера зазнали нищівного удару, на яких були англійські поселенці; колоністи, в тому числі Едмунд Спенсер, втікли.
Тільки декілька місцевих лордів залишалися вірними короні, й навіть вони побачили, що їхні родичі та підлеглі перейшли на бік повстанців. Однак усі укріплені міста країни були на боці англійського колоніального уряду. Г'ю О'Ніл, нездатний захопити міста-фортеці, неодноразово закликав жителів Палу приєднатися до його повстання, спираючись на спільну віру — католицизм. Однак здебільшого нащадки норманів залишалися ворожими стосовно своїх спадкових гельських ворогів.

## Граф Ессекс очолює окупаційні сили

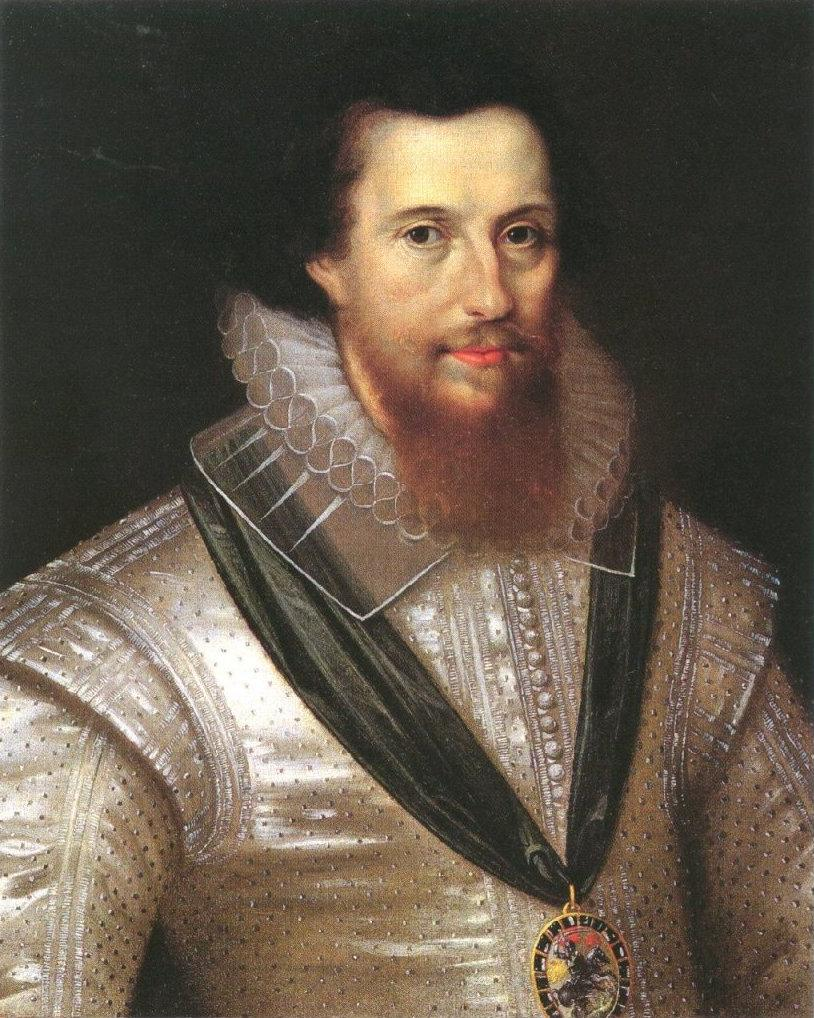
, 2 граф Ессексу, зображення зроблено близько 1596 року

У 1599 році Роберт Девере, 2-й граф Ессексу, прибув до Ірландії зі 17-тисячною англійською армією. Граф Ессекс скористався порадою ірландської таємної ради, щоб зміцнити південь країни англійськими 
гарнізонами, перш ніж спробувати напасти на провінцію Ольстер, але це розосередило його сили, і він врешті-решт зазнав численних поразок у безладному просуванні через Південний Ленстер і Мюнстер. Він провів майже весь свій час в Ірландії, чекаючи транспорту, який йому пообіцяли перед від'їздом, оскільки це був ефективний спосіб досягти мети – затоки Лох-Фойл. Але відсутність допомоги Англії призвела до того, що плани графа Ессексу пішли шкереберть, і необхідні в'ючні тварини та кораблі так і не були відправлені. Військові рейди, які він організував, виявилися катастрофічно невдалими, особливо експедиція через гори Керлю в Слайго, яка була розгромлена Г'ю Рое О'Доннеллом у битві під перевалом Керлю (5 серпня 1599 року). Тисячі його солдатів, замкнених в антисанітарних гарнізонах, померли від черевного тифу та дизентерії.
Коли граф Ессекс повернувся до Ольстеру, він домовився з Г'ю О'Нілом на перемир'я, яке сильно розкритикували його вороги в Лондоні, попри визнання королевою Єлизаветою. Чекаючи відправлення в Англію, Роберт Девере відправився в Лондон у 1599 році без дозволу королеви, де того стратили після невдалої спроби перевороту. В Ірландії його замінив Чарльз Блаунт, лорд Маунтджою, який виявився кращим командиром, бо він був забезпечений підтримкою Англії, якої не вистачало Роберту Девере. Крім того, два ветерани ірландської війни, Джордж Кер'ю й Артур Чічестер, отримали командування в Мюнстері й Ольстері, відповідно.
У листопаді 1599 року Г'ю О'Ніл направив англійській королеві Єлизаветі документ із 22 пунктами, в якому перераховував умови мирної угоди. Вони закликали до самоврядування Ірландії з реституцією конфіскованих земель і церков, свободу пересування й католицького віросповідання. Він був ладен прийняти англійський сюзеренітет, але просив віцекороля «бути, принаймні, графом і членом таємної ради Англії». Радник Єлизавети сер Роберт Сесіл прокоментував документ, дописавши на полях слово «Утопія».

## Кінець опору в Манстері
Джордж Кер'ю, англійський лорд Манстеру, зміг придушити повстання в Манстері до середини 1601 року. До літа 1601 року він відвоював більшість головних замків Манчестера та розсіяв ірландські загони. Він зробив це, уклавши договір з Флоренсом Маккарті, головним ірландським лідером у провінції, що дозволило Маккарті залишатися з нейтралітетом, у той час як Кер'ю зосередився на нападі на Джеймса Фіцтомаса Фіцджеральда, який командував основними силами повстанців. У результаті, хоча й Макарті супротивився англійським набігам, він не прийшов на допомогу Фіцтомасу, попри вмовляння О'Ніла й О'Доннелла.
Улітку 1600 Джордж Кер'ю почав наступ проти військ Джеймса Фіцтомаса Фіцджеральда. Англійці розгромили війська Фіцтомаса біля Агерлоу, й у листопаді Кер'ю доповів, що за літо він убив 1200 «бунтівників» і взяв у полон понад 10000. Кер'ю також послабив позиції Флоренса Маккарті, завербувавши на англійську службу суперницького вождя клану Маккарті, Донала.
У червні 1601 року Джеймса Фіцтомаса Фіхджеральда взяли в полон англійські війська. Незабаром після цього Джордж Кер'ю заарештував Флоренса Маккарті, викликавши його на переговори. Вони обоє перебували в полоні в Лондонському Тауері, де Фіцтомас врешті-решт і помер. Більшість місцевих лордів підкорилися, як тільки були арештовані головні вожді ірландців. Найманців Г'ю О'Ніла вигнали з провінції Манстер.

## Битва біля Кінсейлу й поразка повстання

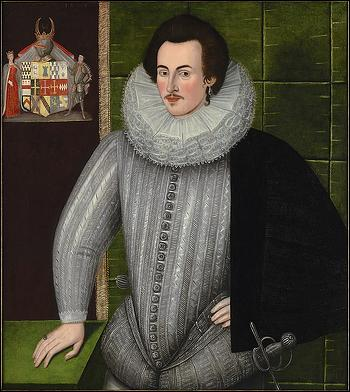
, зображення зроблено близько 1594 року

Лорд Маунтджой зміг проникнути в Ольстер, висадившись у Деррі, що тоді належав графству Колрейн під командуванням Генрі Довкрі й у Каррікфергусі під командуванням Артура Чичестера. Генрі Довкра й Артур Чичестер, яким допомагав Ніл Гарв О'Доннел, суперник Г'ю Рое, спустошили сільську місцевість, щоб викликати голод та знищити місцеве населення.
Військові розраховували на те, що без врожаю, людей і худоби повстанці не зможуть ні прогодувати себе, ні підготувати нових бійців. Це виснаження швидко стало помітним, і це також означало, що ольстерські вожді були прив'язані до Ольстеру, щоб захищати свої власні території.
Хоча Г'ю О'Нілу вдалося відбити ще один сухопутний наступ лорда Маунтджоя в битві поблизу перевалу Мойри біля Ньюрі в 1600 році, його становище було плачевним.
У 1601 році давно обіцяна іспанська підмога нарешті прибула в складі 3500 солдатів у порт Кінсейл, графство Корк, фактично південний край Ірландії. Лорд Маунтджой негайно взяв в облогу іспанців на чолі 7-тисячного війська. Г'ю О'Ніл, Г'ю О'Доннелл і їхні союзники повели свої загони на південь проти лорда Маунтджоя, солдати якого голодували й страждали від хвороб. Під час походу на південь Г'ю О'Ніл спустошив землі тих ірландських вождів, які не хотіли його підтримувати.
Англійські війська могли бути знищені голодом і хворобами, але в битві біля Кінсейлу вони перемогли. 5–6 січня 1602 року Г'ю Рое О'Доннелл, всупереч бажанню й пораді свого союзника Г'ю О'Ніла, вирішив напасти на англійців. Готуючись до раптової атаки, ірландських вождів захопили неочікувано кавалерійською атакою, що призвело до розгрому ірландських військ. Іспанці в Кінсейлі здалися після поразки своїх союзників.
Ірландські війська відступили на північ Ольстеру, щоб перегрупуватися й зміцнити свої позиції. Ольстерці втратили набагато більше людей під час відступу через замерзлу й затоплену місцевість, ніж у битві біля Кінсейлу. Останньою загородою заколотників на півдні був узятий під час облоги замку Данбі Джорджем Кер'ю.
Г'ю Рое О'Доннел відправився в Іспанію, марно благаючи про нову висадку іспанців. Він помер у 1602 році, ймовірно, від отруєння англійським агентом. Його брат Рорі взяв на себе керівництво кланом О'Доннел. І Рорі О'Доннел, і Г'ю О'Ніл були змушені перейти до партизанської тактики, в той час як англійські командири Чарльз Блаунт, 8-й барон Маунтжою, Генрі Доквра, Артур Чичестер і Ніл Гарб О'Доннел розвідували сільську місцевість. Англійська тактика випаленої землі була особливо жорстокою стосовно цивільного населення, яке сильно постраждало від прямих бойових дій, так і від голоду.

## Кінець війни
У 1602 році Г'ю О'Ніл зруйнував свою столицю в Данганноні через наближення військ лорда Маунтджоя й відступив, щоб сховатися в лісі. Маунтджой розбив інавгураційний камінь О'Нілів в Таллагозі. Голод незабаром вразив Ольстер у результаті техніки випаленої землі. Васали Г'ю О'Ніла, або сублорди (О'Гаган, О'Квїнн, Макканн), почали здаватися, й Рорі О'Доннел, брат і спадкоємець Г'ю Рое, здався наприкінці 1602 року. Проте з надійною базою у великих і густих лісах глава Тирону Г'ю О'Ніл зміг протриматися аж до 30 березня 1603 року, коли він здався лорду Маунтджой, підписавши Мелліфонтскій договір. Королева Англії Єлизавета I Тюдор померла 24 березня цього ж року.
Хоча війна фактично закінчилася підписанням Мелліфонтского договору (30 березня 1603 року), її останні битви сталися під час англійського вторгнення у квітні 1603 року на Західний Брейфне, який залишався єдиним ірландським королівством, що мало певну владу після капітуляції Г'ю О'Ніла. Королівством правив Браян О'Рурк, один із головних лейтенантів ірландської конфедерації й командувач ірландськими військами під час битви поблизу перевалу Керлі. Він не зміг домогтися якихось поступок від договору, до того ж його зведений брат Тадг О'Рурк воював разом з англійцями під час війни й отримав титул лорда Західного Брейфне. Після дванадцятиденної облоги 3-тисячною армією на чолі з Тадгом О'Рурком, Генрі Фолліотом й Рорі О'Доннелом 25 квітня 1603 року англійці остаточно взяли цей район, а отже, всю Ірландію під свій контроль.

## Наслідки
Лідери повстання отримали хороші умови від нового короля Англії Якова I Стюарта в надії забезпечити остаточне припинення виснажливої війни, яка привела Англію до банкрутства. Г'ю О'Ніл, Рорі О'Доннел та інші вожді Ольстеру були помилувані й отримали назад свої маєтки. Вони повинні були відмовитися від своїх ірландських титулів, від своїх приватних армій, від контролю над своїми підданими та присягнути на вірність тільки англійській короні. У 1604 лорд Маунтджой оголосив амністію для повстанців. Причина цієї очевидної м'якості полягала в тому, що англійці не могли дозволити собі продовжувати війну далі. За Єлизавети в Англії не було регулярної армії, і вона не могла змусити свій парламент зібрати достатню кількість податків, аби вести довгі війни. На додаток, її залучили у війну в Іспанських Нідерландах. Війна в Ірландії (яка коштувала понад 2 мільйони фунтів стерлінгів) дуже наблизила англійську скарбницю до стану банкрутства наприкінці 1603 року.
Ірландські джерела стверджували, що тільки під час Ольстерського голоду 1602—1603 років загинуло до 60 000 осіб. Число загиблих в Ірландії може перевищити 100 000 осіб. Щонайменше 30 000 англійських солдатів загинуло в Ірландії за дев'ять років війни, здебільшого від хвороб. Таким чином, загальне число загиблих в цій війні, безумовно, становило не менше 100 000 осіб.
Хоча Г'ю О'Ніл і його союзники отримали хороші умови наприкінці війни, їм ніколи не довіряла англійська влада, та недовіра була взаємною. Г'ю О'Ніл, Рорі О'Доннел та інші гаельські лорди з Ольстеру покинули Ірландію в 1607 році під час так званої «Втечі графів». Вони хотіли організувати експедицію католицької держави в Європі, переважно Іспанії, щоб поновити війну, але не змогли знайти однодумців.
Іспанія підписала Лондонський договір у серпні 1604 року з новою династією Стюартів та не бажала поновлювати військові дії. Крім того, іспанський флот був тільки що знищений голландським флотом у битві біля Гібралтару у квітні 1607 року. У 1608 році сер Кахір О'Доерті, який раніше воював на боці англійської корони проти графа Тирона, підняв повстання проти англійського панування, захопив і спалив місто Деррі. О'Доерті був розбитий і вбитий у битві поблизу Кілмакренану, й повстання швидко припинилося. 
У 1608 році землі графів, що виїхали, були відібрані за спробу почати нову війну й незабаром були колонізовані на плантації Ольстеру. Таким чином, Дев'ятирічна війна стала важливим кроком в англійській і шотландській колонізації провінції Ольстер.

## Згадки в культурі
Дев'ятирічна війна є основним історичним тлом мелодрами 1939 року «Приватне життя Єлизавети й Ессекса». Події до війни романтично зображені в пригодницькому фільмі 1966 року «Войовничний принц Донегалу».
Події повстання оспівані в старовинній народної пісні Follow Me up to Carlow, у віршах і піснях ірландських поетів-романтиків, таких як пісня O'Donnell Abú на вірші Майкла МакКанну та інших.